# Mihaela Buzărnescu
Mihaela Buzărnescu (Bucarest, 4 maggio 1988) è una tennista rumena inattiva dal 2022.
Nel corso della sua carriera si è aggiudicata un torneo WTA, il Premier di San Jose 2018. Inoltre, ha raggiunto altre due finali International, entrambe nello stesso anno. In seguito alla vittoria del suo primo titolo, si è spinta fino alla 20ª posizione del ranking mondiale, suo attuale best ranking. Le vanno accreditate anche le vittorie di 23 titoli ITF. Nei tornei del Grande Slam, vanta un quarto turno nell'Open di Francia 2018. In campo, le sue vittorie più significative, sono state contro la n° 6 del ranking Jeļena Ostapenko e la n° 4 Elina Svitolina.
Valida doppista, vanta un titolo WTA, il torneo International di Strasburgo 2018, insieme ad altre tre finali nella medesima stagione, tra cui la più prestigiosa ad Eastbourne. Nella classifica mondiale, si è spinta fino alla 24ª posizione il 22 ottobre 2018. Si è aggiudicata anche 34 titoli ITF.

## Biografia

### 2004-2005
La sua carriera da professionista inizia nel 2004 e dopo aver raggiunto la semifinale nel doppio al torneo ITF di Bucarest, ad inizio giugno vince subito il suo primo titolo ITF nel doppio a Costanza in coppia con Gabriela Niculescu. La settimana successiva, oltre ad aver vinto il titolo nel doppio, al torneo di Pitești vince il titolo nel singolare contro Liana-Gabriela Balaci per 6-3, 7-6(4) e nuovamente la settimana dopo vince il torneo ITF di Brasov nel singolare. L'unico risultato di spicco del 2005 lo ottiene al torneo ITF di Mumbai 1, dove arriva in finale nel doppio con l'indiana Sanaa Bhambri.

### 2006-2007
Dopo aver partecipato alla Fed Cup per la Romania contro la Svezia, a maggio vince il suo terzo titolo ITF nel singolare al torneo di La Palma, battendo in finale Nadija Pavic per 6-3, 6(4)-7, 6-3. Nel mese di luglio arriva in finale al torneo di Båstad nel doppio con la connazionale Magdalena Mihalache e nel mese di agosto perde anche la finale al torneo di Mosca in coppia con Evgenija Rodina. Vince infine l''US Open - Doppio ragazze in coppia con Ioana Raluca Olaru battendo in finale Sharon Fichman e Anastasija Pavljučenkova; nel singolare con il punteggio di 5-7, 2-6 perde contro Sharon Fichman al terzo turno.
Il 2007 inizia con la sconfitta in finale nel doppio al torneo di Spalato in coppia con la romena Antonia-Xenia Tout, ma la settimana dopo al torneo di Lesina vince il titolo in coppia con Magdalena Kiszczynksa. A fine aprile si arrende in finale nel doppio al torneo di Brazza in coppia con Nadja Roma. L'anno prosegue con il torneo ITF di Rabat dove vince il titolo nel doppio con Melanie Klaffner, mentre nel singolare perde in finale con Yuliya Kalabina. In seguito partecipa per la prima volta alle qualificazioni di un torneo WTA nel singolare, quello di Fes, ma perde subito al primo turno; nel doppio invece debutta nel circuito WTA. All'Istanbul Cup in coppia con Kacjaryna Dzehalevič si ferma ai quarti di finale. Ad agosto raggiunge un'ennesima finale nel doppio al torneo di Bucarest con Monica Niculescu, ma si ritirano ancora prima di giocare. Dopo due settimane arriva in finale anche al torneo di Penza con Veronika Kapshay. Finalmente la vittoria arriva al torneo di Sofia con Magdalena Kiszczynksa e si ripete al torneo di Batumi con Vojislava Lukić.

### 2008
Nel 2008 partecipa al torneo Wta di Strasburgo nel doppio ma perde subito al primo turno; nel singolare non passa invece le qualificazioni. La settimana dopo si riscatta e vince il titolo nel doppio e nel singolare al torneo ITF di Pitesti. Lo stesso avviene al torneo di Bucarest dove batte in finale nel singolare Federica di Sarra, mentre nel doppio vince con Laura-Ioana Paar. Ad inizio luglio raggiunge la finale al torneo di Toruń con Anastasija Pivovarova, mentre la vittoria nel doppio arriva al torneo di Charkiv.

### 2009-2010
Dopo aver partecipato alla Fed Cup contro la Svezia, a giugno 2009 vince nuovamente nel doppio il torneo di Bucarest, in coppia con Elora Dabija. Ad ottobre ottiene la vittoria anche al torneo ITF di Adalia-Belek con Katerina Vankova. A fine anno vince anche il torneo di Le Havre in coppia con Marina Melnikova e il torneo di Cairo in coppia con Laura Thorpe.
Il 2010 inizia con la sconfitta in finale sia nel singolare che nel doppio al torneo di Adalia. La settimana dopo si riscatta e vince il successivo torneo ITF di Adalia nel doppio e non si ferma più vincendo anche il torneo ITF di Vic con Cristina Madalina Stancu. Ad agosto sbanca al torneo ITF di Onești vincendo entrambi i titoli (singolare e doppio). Al successivo torneo di Bucarest, perde in finale nel singolare contro Ingrid-Alexandra Radu, mentre nel doppio vince ancora. Nel singolare si riscatta al torneo di Balș dove batte in finale Alexandra Cadanțu, mentre il 18º titolo ITF nel doppio arriva al torneo di Podgorica con Irina-Camelia Begu. A fine anno perde in finale al torneo di Kharkiv con Marina Shamayko e perde in finale nel singolare al torneo di Dubai.

### 2011-2012

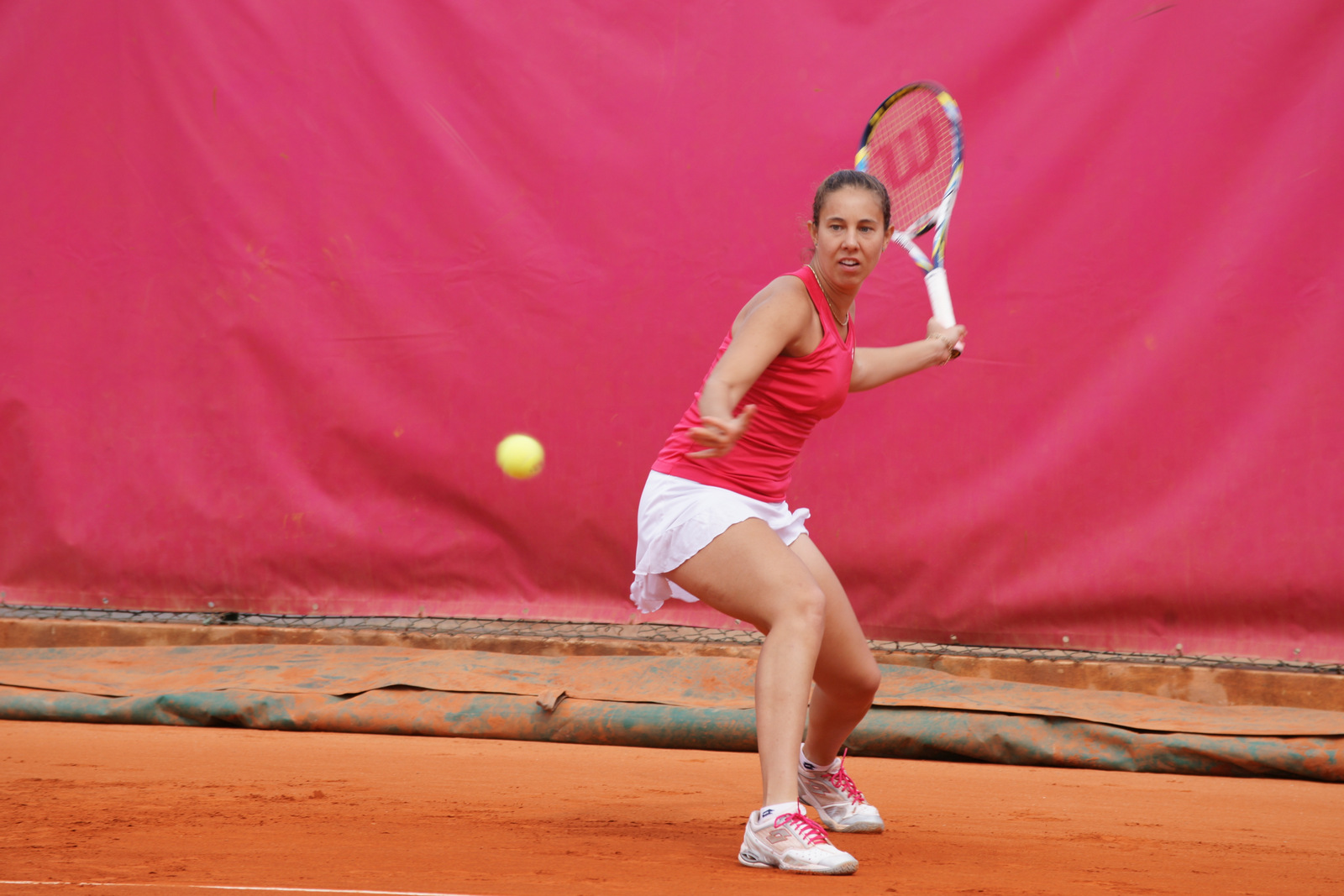
Mihaela Buzarnescu nel 2012

Quest'anno inizia con la vittoria nel doppio al torneo ITF di Wiesbaden con Karolina Wlodarczak. Al successivo torneo di Smirne perde in finale nel doppio ma vince nel singolare contro Naomi Broady. A giugno vince il torneo di Firenze nel doppio con Zuzana Zlochová, mentre a luglio vince il torneo di Craiova nel singolare e nel doppio arriva in finale con Elena Bogdan. Al successivo torneo di Zwevegem vince il singolare, mentre al torneo di Samsun vince il titolo nel doppio con Tadeja Majerič. Ad agosto partecipa alle qualificazioni dello US Open ma si arrende al terzo turno di qualificazione a Marina Eraković. Il 22º titolo ITF nel doppio arriva al torneo di Saransk e la settimana dopo arriva in finale al torneo ITF di Zagabria. A fine anno vince il titolo nel doppio al torneo ITF di Telavi con Elena Bogdan.
Il 2012 inizia con le qualificazioni agli Australian Open nel singolare ma si ferma al secondo turno di qualificazione. Dopo aver partecipato alla Fed Cup per la Romania, arriva in finale al torneo ITF di Surprise nel doppio con Valeria Solovieva. Al Roland Garros si ferma al 2º turno di qualificazione e così anche al torneo di Wimbledon. Ritorna a vincere nel doppio al torneo ITF di Zwevegem con Nicola Geuer. All'ultimo slam, gli US Open, si ferma subito al primo turno di qualificazione. A settembre, in coppia con Timea Bacsinsky vince il torneo ITF di Mont-de-Marsan.

### 2014-2015

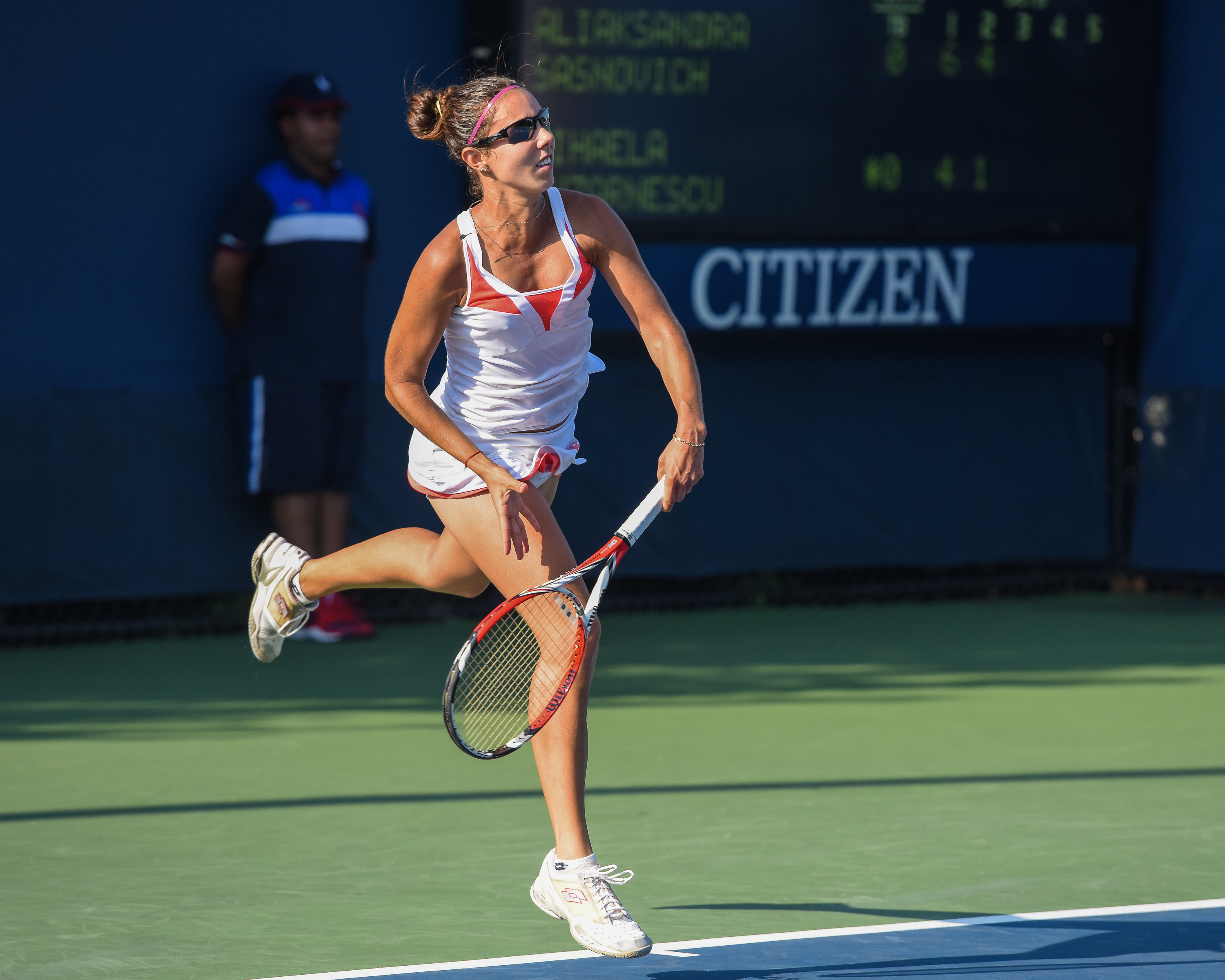
Mihaela Buzarnescu nel 2015

Dopo 2 anni di stop, nel settembre 2014, ritorna a giocare al torneo ITF di Bucarest e batte in finale Simona Ionescu.
Nel 2015 vince il torneo ITF di El Kantaoui nel singolare e raggiunge la finale nel doppio con Olena Kyrpot. La settimana successiva sbanca il successivo torneo di El Kantaoui vincendo sia nel doppio che nel singolare. A fine aprile, in coppia con Irina Maria Bara, vince il torneo ITF di Santa Margherita di Pula. A metà luglio partecipa al torneo WTA di Bucarest nel doppio ma perde subito al primo turno. La 14º vittoria nel singolare ITF arriva al torneo di Middelkerke. Tenta nuovamente la qualificazione agli US Open ma perde al primo turno di qualificazione. A fine anno vince nel doppio il torneo di Saguenay con Justyna Jegiołka, mentre al torneo di Zawada, vince il titolo nel doppio e perde in finale nel singolare. A dicembre chiude l'anno vincendo il torneo del Cairo.

### 2016-2017

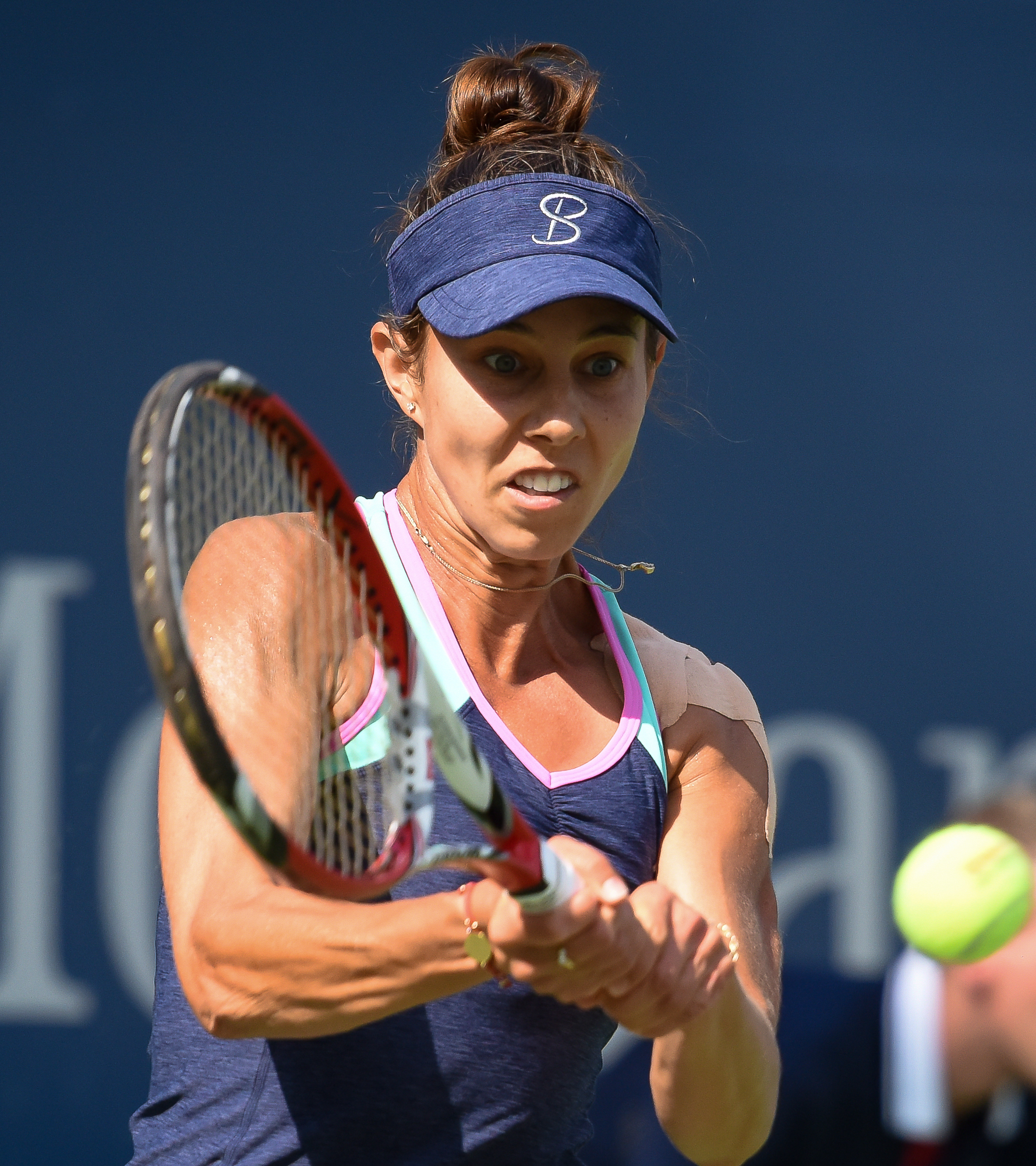
Mihaela Buzarnescu nel 2017

Ad inizio 2016 partecipa al torneo WTA di Rio, dove si ferma al primo turno nel doppio; al torneo ITF di Mamaia raggiunge la finale nel doppio con Irina Maria Bara. La stessa cosa avviene anche al torneo di Bucha con Alexandra Perper. La vittoria arriva al torneo di Saguenay con Elena Bogdan e anche la settimana successiva al torneo di Tampico con Elise Mertens. A fine anno raggiunge la finale al torneo ITF di Waco, con Renata Zarazua.
Il 2017 inizia con le qualificazioni agli Australian Open, dove perde al 2º turno da Olivia Rogowska. La prima vittoria nel doppio arriva a maggio al torneo ITF di Dunakeszi con Irina Maria Bara, nel singolare vince il torneo ITF di Hodmezovasarhely e si ripete la settimana successiva a Smirne. A Wimbledon si ferma al 2º turno di qualificazione ma poi si aggiudica nel singolare il torneo ITF di Getxo e anche il torneo di Versmold. Al torneo di Praga raggiunge la finale nel doppio con Alena Fomina e la stessa cosa si ripete al torneo di Woking, dove perde la finale anche nel singolare. A settembre si qualifica per la prima volta ad uno slam, infatti accede al tabellone principale agli US Open, dove però si arrende subito a Caroline Wozniacki. In seguito sbanca il torneo di Biarritz vince il titolo sia nel doppio che nel singolare, mentre si ferma in finale nel doppio al torneo di Saint Malo. Al torneo WTA di Linz raggiunge la semifinale sia nel doppio che nel singolare, mentre al torneo ITF di Poitiers vince nel singolare e perde in finale nel doppio. Manca il titolo in finale al torneo di Tokyo, ma poi si aggiudica il titolo al torneo di Toyota. In chiusura di anno vince il suo 34º titolo ITF nel doppio a Dubai.

### 2018: primo ottavo di finale Slam e Top 20 in singolare; due quarti di finale Slam e Top 30 in doppio

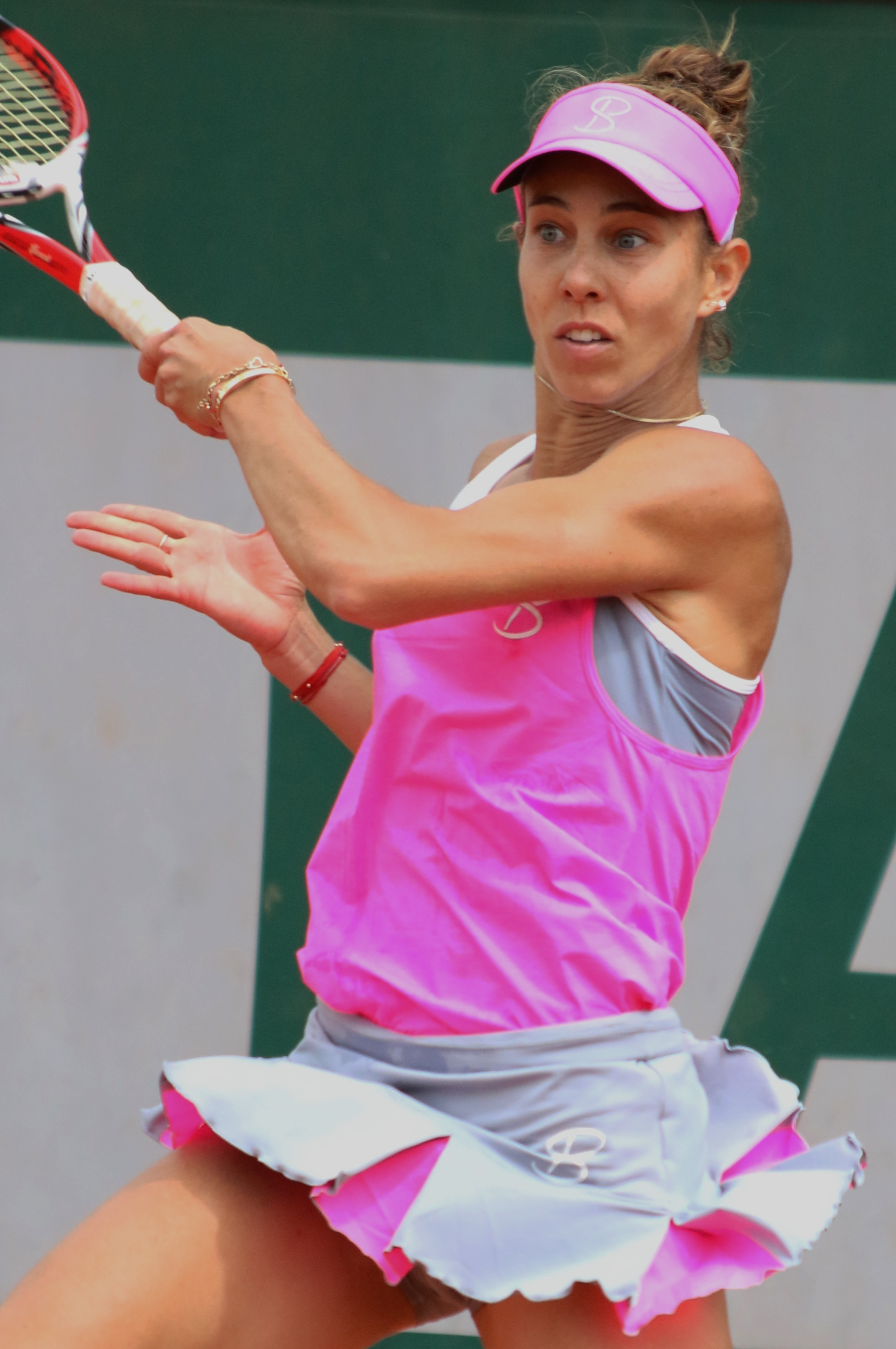
Mihaela Buzarnescu al Roland Garros 2018

Nel 2018 a Shenzhen esce di scena per mano di Marija Šarapova che la batte per 3-6 0-6; mentre nel doppio fa coppia con Irina Maria Bara, con la quale arriva ai quarti.
Centra la sua prima finale WTA al torneo International di Hobart nella quale si arrende solo a Elise Mertens per 1-6 6-4 3-6 dopo aver sconfitto in ordine dal primo turno: Alizé Cornet per 6-2 6-4, Anna-Lena Friedsam per 7-5 6-4, Alison Riske 7-6(5) 6-1 e Lesja Curenko per 6-2 6-2. Nel doppio, invece, si ferma al primo turno in coppia con María Irigoyen.
Partecipa agli Australian Open dove viene sconfitta dalla futura campionessa e futura n° 1 Caroline Wozniacki. Anche nel doppio esce al primo turno, nuovamente in coppia con María Irigoyen. Centra una semifinale nell'ITF USA 04A delle Midland dove perde contro Madison Brengle; mentre nel doppio arriva ai quarti di finale in coppia con Irina Maria Bara. Migliora il suo best ranking spingendosi fino alla posizione n° 39, grazie al terzo turno nel torneo Qatar Total Open. Torneo nel quale è riuscita a battere per 6-1 6-3 la n° 6 del ranking, Jeļena Ostapenko, arrivando così al terzo turno per poi perdere con un doppio 6-2 da Julia Görges. In Ungheria riceve un bye nel primo turno, nel secondo supera Lara Arruabarrena Vecino per 7-6(5) 6-1, per poi perdere a sorpresa contro Alison Van Uytvanck in un match a senso unico (1-6 0-6). In doppio, in coppia con Irina Maria Bara, arriva fino alla semifinale perdendo nel terzo set per 5-10. Agli Indian Wells viene estromessa subito al primo turno da Jennifer Brady per 6-3 4-6 2-6. A Miami viene eliminata al primo turno da Kirsten Flipkens per 2-6 3-6. Si presenta come testa di serie n° 15 a Charleston; approfitta del ritiro di Vera Lapko su un punteggio di 6-4 per la rumena, per poi perdere contro Sara Errani per 6-3 6(5)-7 2-6. In coppia con Heather Watson arriva fino in semifinale. In Svizzera viene estromessa dalla futura finalista Aryna Sabalenka per 7-5 3-6 2-6.
A Praga si presenta come testa di serie n° 7 e supera in ordine: Beatriz Haddad Maia per 6-1 7-5, Antonia Lottner per 6-0 7-6(7), Kristýna Plíšková per 6-2 6-3 e Camila Giorgi per 4-6 6-3 7-5, raggiungendo così la sua seconda finale WTA in carriera. In finale affronta la testa di serie n° 2 Petra Kvitová dalla quale viene sconfitta con un risultato di 6-4 2-6 3-6. Anche in doppio raggiunge la finale in coppia con Lidzija Marozava senza riuscire a vincere.
A Madrid viene sconfitta al primo turno da Marija Šarapova per 4-6 1-6. A Roma non fa meglio venendo sconfitta nuovamente al primo turno da Zhang Shuai per 3-6 6(2)-7.
Nel torneo di Strasburgo si spinge fino alla semifinale dove viene fermata da Dominika Cibulková con il risultato di 6-2 6(5)-7 1-6. In coppia con Raluca Olaru vince il suo primo torneo WTA in carriera con un risultato di 7-5 7-5 contro la coppia Rodionova/Kičenok.
Prende parte per la terza volta in carriera ad uno Slam, il Roland Garros, da 31º testa di serie. Supera nel primo turno con un doppio 6-3 Vania King; successivamente elimina senza particolari problemi Rebecca Peterson per 6-1 6-2 ed estromette la n° 4 del ranking mondiale e in corsa per la 1ª posizione, Elina Svitolina, per 6-3 7-5. Perde negli ottavi di finale contro Madison Keys per 1-6 4-6. Grazie a questo risultato arriva alla posizione n°30 del ranking. In doppio raggiunge per la prima volta i quarti di finale in uno Slam in coppia con la connazionale Irina Maria Bara. In doppio misto, insieme ad Henri Kontinen, si ferma al primo turno venendo sconfitta nel super tie-break per 9-11.

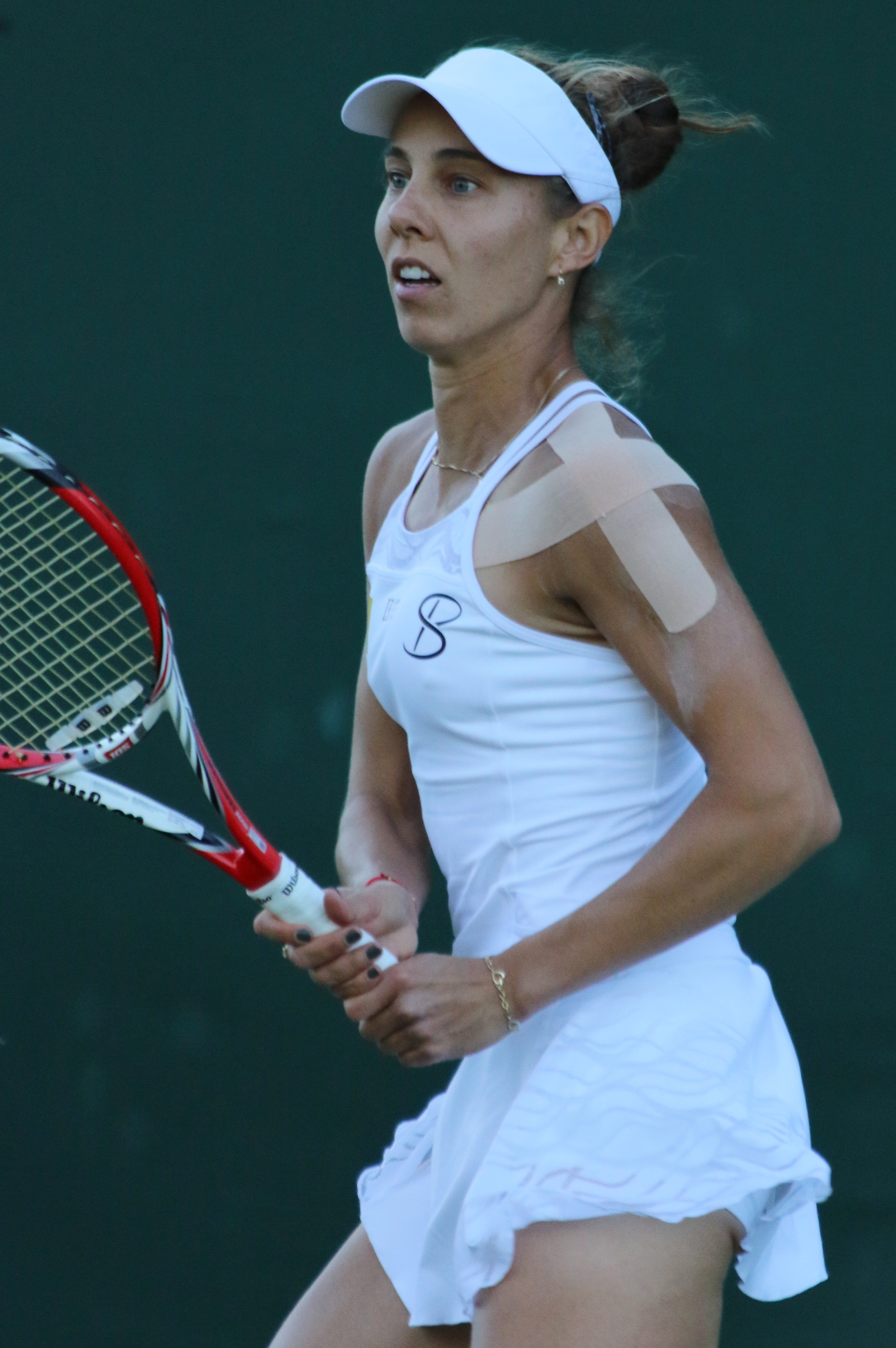
Mihaela Buzarnescu a Wimbledon 2018

Si presenta al Nottingham Open, come 5ª testa di serie, dove arriva fino ai quarti di finale superando: Verónica Cepede Royg per 6-2 3-6 7-6(5) e Irina Falconi per 6-3 5-7 6-3; è costretta ad arrendersi a Naomi Ōsaka per 4-6 1-6. In coppia con Heather Watson arriva fino in finale dove vengono sconfitte. Raggiunge la semifinale a Birmingham battendo in ordine: Tímea Babos per 6-3 4-6 6-0; Petra Martić per 4-6 6-3 6-2 e Elina Svitolina, n° 2 del seeding, per 6-3 6-2; perde contro Petra Kvitová per 3-6 2-6. A Eastbourne si ferma ai quarti di finale per mano di Jeļena Ostapenko che la batte nettamente con un risultato di 6-1 6-2. In coppia con Irina-Camelia Begu raggiunge invece la finale nel doppio. Migliora ulteriormente il suo best ranking entrando a far parte della Top 30, precisamente alla 28ª posizione. Prende parte a Wimbledon entrando direttamente nel tabellone principale come 29ª testa di serie. Sui campi londinesi raggiunge il terzo turno estromettendo Aryna Sabalenka per 6(3)-7 6-1 6-4 e Katie Swan per 6-0 6-3; viene sconfitta in rimonta da Karolína Plíšková con il risultato di 6-3 6(3)-7 1-6. Fa meglio in doppio dove, insieme alla connazionale Irina-Camelia Begu, raggiunge i quarti di finale dove vengono eliminate in rimonta. In coppia con Marcin Matkowski nel doppio misto non va oltre il secondo turno. Nel torneo di casa a Bucarest elimina in ordine: Danka Kovinić per 6-2 6-4, Tamara Zidanšek per 6-3 7-5 e Wang Yafan per 7-6(4) 6-3. Viene fermata da Petra Martić in semifinale con un doppio 4-6. Anche in doppio, in coppia con la connazionale Raluca Olaru, raggiunge la semifinale senza andare oltre.
Prende parte al torneo californiano di San Jose raggiungendo la terza finale della stagione. Qui prevale su Sachia Vickery per 6-3 4-6 6-3, Amanda Anisimova per 7-5 2-6 6-1, Alja Tomljanović per 6-1 7-5 ed Elise Mertens per 4-6 6-3 6-1. ln finale affronta Maria Sakkarī battendola nettamente con il risultato di 6-1 6-0. In coppia con Heather Watson viene estromessa in semifinale nel super tie-break per 8-10 dalle sorelle Kičenok. Al termine del torneo supera le 300 vittorie in doppio e le 400 vittorie in singolare. Inoltre, grazie alla vittoria, entra per la prima volta nella top 20, precisamente al 20º posto del ranking mondiale.
Nel torneo di Montreal supera al primo turno Wang Qiang per 6-2 7-5. Nel secondo turno è vittima di un infortunio, slogatura della caviglia, che la vede uscire in lacrime e sulla sedia a rotelle sul punteggio di 3-6 7-6(5) 3-4 in favore della n° 5 del mondo, Elina Svitolina. A causa dell'infortunio non prende parte all'ultimo Slam della stagione, l'US Open. È anche costretta ad uscire dalle Top 20, perdendo una posizione (21ª).
A fine anno non va oltre il primo turno al torneo di Pechino e al torneo di Mosca. Partecipa al WTA Elite Trophy nel doppio e raggiunge al semifinale nel doppio al torneo WTA 125K Series di Limoges.

### 2019-2020: crollo oltre la Top 100
L'anno inizia con due primi turni ai tornei di Brisbane e Hobart; agli Australian Open si ferma al primo turno nel singolare, perdendo da Venus Williams per 7-6(3), 6(3)-7, 2-6, nel doppio con Irina-Camelia Begu si ferma al 2º turno, mentre nel doppio misto con Oliver Marach si ferma al 1º turno. Dopo aver partecipato alla Fed Cup contro la Repubblica Ceca, al torneo di Doha perde al primo turno contro Sofia Kenin. Ad Acapulco batte Daria Gavrilova, ma perde al secondo turno da Bianca Andreescu. Ai tornei di Indian Wells e Miami riceve un bye al primo turno ma poi perde entrambe le volte al secondo turno, rispettivamente per mano della Gavrilova (2-6 2-6) e Alizé Cornet (6-7 1-6).
Al torneo di Charleston raggiunge il terzo turno ma viene sconfitta da Caroline Wozniacki per 6-4, 3-6, 6-3; precedentemente si era imposta su Magdalena Fręch per 6-1 4-6 7-5 e su Lauren Davis per 6-3 6-2. Nel torneo di Istanbul si sbarazza di Julia Glushko con un doppio 6-4, prima di subire una rimonta da parte della russa Margarita Gasparjan (6-1 4-6 5-7). Non fa meglio al torneo di Praga, dove viene estromessa in due sets già all'esordio da Svetlana Kuznecova. Sulla terra rossa di Madrid, Roma e Parigi non ottiene notevoli risultati. Infatti, in Spagna, dopo aver estromesso con facilità Ajla Tomljanović, cede ad Anastasija Sevastova per 3-6 4-6; in Italia usufruisce di due ritiri, rispettivamente di Jeļena Ostapenko sul punteggio di 6-2 5-4 per la romena e di Julia Görges su 6-4 3-6 4-4, successivamente soccomebe a Naomi Ōsaka (n° 1 del raking). Nello Slam francese partecipa in tutte e tre le categorie, uscendo di scena al primo turno.
Inaugura la stagione sull'erba rimediando una sconfitta all'esordio a Birmingham contro Karolína Plíšková, numero tre del mondo. Non fa meglio ad Eastbourne, dove subisce la vendetta della Ostapenko. Tuttavia, in coppia con Anna-Lena Friedsam, raggiunge la semifinale. A Wimbledon estromette con un doppio 6-4 Jessica Pegula, prima di perdere contro la futura campionessa e connazionale, Simona Halep, per 3-6 6-4 2-6.
Si presenta nel torneo di Losanna, non riuscendo ad andare oltre al secondo turno, rimontata da Fiona Ferro (6-1 6(2)–7 5-7). Disputa il torneo di Stanford come campionessa in carica, ma perde nettamente al primo contro Dar'ja Kasatkina. Di conseguenza, perde quasi settanta posizioni in classifica, scivolando dal 58º posto al 127º.
In preparazione allo US Open, gioca a Toronto, Cincinnati e al Bronx Open. Nel primo torneo, supera Carson Branstine per 7-6 6-3, prima di venire fermata da Misaki Doi (6-7 5-7). In seguito, viene sconfitta all'esordio dalla Pegula (3-6 6-7), mentre a New York supera in rimonta Laura Siegemund per 3-6 6-0 6-4, per poi cedere a sua volta in rimonta ad Anna Blinkova (6-1 3-6 3-6). Nell'ultimo Slam della stagione, ripete il primo turno del 2017, dove perde contro Andrea Petković.
Inizia lo swing asiatico partecipando ad un torneo ITF a Hiroshima. Qui, si spinge fino in semifinale sbarazzandosi di Viktorija Tomova per 6-1 6-4, Kurumi Nara per 7–6(1) 7-5 e nuovamente di Alison Van Uytvanck per 6-4 7-5; viene poi fermata da Nao Hibino, che ha la meglio per 4-6 6-0 6-3. Nell'International di Seoul viene sconfitta in due sets all'esordio da Priscilla Hon, mentre è costretta al ritiro a Tashkent nelle qualificazioni contro la connazionale Jaqueline Cristian.
Nel 2020 gioca solo 2 match ufficiali: agli US Open, dove esce di scena contro Sloane Stephens all'esordio e al Roland Garros, dove viene eliminata nelle qualificazioni da Harriet Dart (3-6 0-6).

### 2021
La romena inizia l'anno al Gippsland Trophy di Melbourne, dove incassa una sconfitta al primo turno contro Kasatkina (1-6 1-6). In seguito, prende parte alle qualificazioni per l'Australian Open: supera i primi due turni grazie ai successi su Arruabarrena (6-4 6-3) e Liu (7-6(6) 2-6 6-4); nel match decisivo, perde da Osuigwe per 6-2 6(1)-7 2-6. Viene però ripescata come lucky loser e, al primo turno, affronta la n°9 del mondo Bianca Andreescu: cede in tre set, per 2-6 6-4 3-6. Chiude la trasferta oceanica giocando il Phillip Island Trophy: si qualifica per il main draw battendo Chloé Paquet per 6-2 6-4; al primo turno, viene sconfitta da Jil Teichmann per 7-6(5) 3-6 3-6. Dopo una sconfitta all'esordio a Lione, coglie il primo successo in un tabellone principale del 2021 a Guadalajara, dove elimina Coco Vandeweghe per 7-6(4) 6(5)-7 6-2; al secondo turno, viene estromessa dalla seconda testa di serie Marie Bouzková. A Miami, la romena passa il tabellone cadetto grazie alle vittorie su Leylah Fernandez (6-4 6-2) e su Friedsam (2-6 7-6(4) 7-5); nel main draw, cede subito a Caroline Garcia (1-6 2-6).
A Bogotà, Buzărnescu dà inizio alla stagione su terra: viene immediatamente sconfitta da Harmony Tan per 3-6 3-6. Prende poi parte ai playoff della Fed Cup sulla terra di Cluj-Napoca: Mihaela perde entrambi i suoi singolari contro le italiane Cocciaretto e Trevisan, contribuendo alla sconfitta della Romania, che retrocede nel gruppo zonale europeo. A Belgrado, vince il derby contro Tig (4-6 7-5 6-2) prima di perdere contro Badosa in due set. Chiude la parentesi sul rossa al Roland Garros, dove batte Arantxa Rus con un doppio 7-5 prima di soccombere a Serena Williams (3-6 7-5 1-6). Sull'erba, gioca solamente a Wimbledon, dove si arrende al primo turno a Venus Williams per 5-7 6-4 3-6.
Buzărnescu torna sulla terra di Båstad per disputare il suo primo WTA 125 in stagione: fa percorso netto nei primi tre turni, eliminando Zlochová (6-2 6-1), Schmiedlová (6-2 6-2) e Bondár (6-2 6-4); giunge così in semifinale, dove cede alla futura vincitrice del torneo Nuria Párrizas Díaz per 3-6 4-6.
In seguito, Mihaela prende parte al torneo olimpico di Tokyo, grazie a un invito dell'ITF: al primo turno, rimonta Alison Riske (6(0)-7 7-5 6-4); nel round successivo, perde nettamente dal futuro argento Markéta Vondroušová (1-6 2-6).
Buzărnescu decide poi di giocare il nuovo torneo di Cluj-Napoca: al primo turno, elimina Viktorija Tomova per 6-2 6-3; al secondo turno, sconfigge Lara Arruabarrena per 6-3 7-5, approdando ai quarti di finale, dove batte Kristýna Plíšková con lo score di 7-5 6-3; Mihaela riesce a giungere alla sua prima semifinale WTA (escludendo i tornei 125) dal torneo di San Josè 2018, l'unico vinto in carriera; nel penultimo atto, la romena cede alla sorpresa egiziana Mayar Sherif (6(1)-7 4-6). Tenta le qualificazioni per lo US Open: elimina Katarzyna Kawa e Jule Niemeier prima di venir fermata da Loeb (4-6 6(2)-7) nel turno decisivo.

## Vita privata
Nel 2016 ha completato gli studi presso l'università di Bucarest laureandosi in scienze motorie: aveva deciso di iscriversi durante il lungo stop dovuto all'infortunio al ginocchio per poter avere altre scelte nella vita oltre al tennis.

## Statistiche WTA

### Singolare

#### Vittorie (1)
| Legenda               | Legenda      |
| --------------------- | ------------ |
| Grande Slam (0)       |              |
| Ori Olimpici (0)      |              |
| WTA Finals (0)        |              |
| WTA Elite Trophy (0)  |              |
| Dal 2009 al 2020      | Dal 2021     |
| Premier Mandatory (0) | WTA 1000 (0) |
| Premier 5 (0)         | WTA 1000 (0) |
| Premier (1)           | WTA 500 (0)  |
| International (0)     | WTA 250 (0)  |

| N. | Data          | Torneo                           | Superficie | Avversaria in finale | Punteggio |
| 1. | 5 agosto 2018 | Silicon Valley Classic, San Jose | Cemento    | Maria Sakkarī        | 6-1, 6-0  |

#### Sconfitte (2)
| Legenda               | Legenda      |
| --------------------- | ------------ |
| Grande Slam (0)       |              |
| Argenti Olimpici (0)  |              |
| WTA Finals (0)        |              |
| WTA Elite Trophy (0)  |              |
| Dal 2009 al 2020      | Dal 2021     |
| Premier Mandatory (0) | WTA 1000 (0) |
| Premier 5 (0)         | WTA 1000 (0) |
| Premier (0)           | WTA 500 (0)  |
| International (2)     | WTA 250 (0)  |

| N. | Data            | Torneo                       | Superficie  | Avversaria in finale | Punteggio     |
| 1. | 13 gennaio 2018 | Hobart International, Hobart | Cemento     | Elise Mertens        | 1-6, 6-4, 3-6 |
| 2. | 5 maggio 2018   | Prague Open, Praga           | Terra rossa | Petra Kvitová        | 6-4, 2-6, 3-6 |

### Doppio

#### Vittorie (2)
| Legenda               | Legenda      |
| --------------------- | ------------ |
| Grande Slam (0)       |              |
| Ori Olimpici (0)      |              |
| WTA Finals (0)        |              |
| WTA Elite Trophy (0)  |              |
| Dal 2009 al 2020      | Dal 2021     |
| Premier Mandatory (0) | WTA 1000 (0) |
| Premier 5 (0)         | WTA 1000 (0) |
| Premier (0)           | WTA 500 (0)  |
| International (1)     | WTA 250 (1)  |

| N. | Data           | Torneo                                   | Superficie  | Compagna      | Avversarie in finale                 | Punteggio |
| 1. | 26 maggio 2018 | Internationaux de Strasbourg, Strasburgo | Terra rossa | Raluca Olaru  | Nadežda Kičenok Anastasija Rodionova | 7-5, 7-5  |
| 2. | 17 luglio 2021 | Hungarian Grand Prix, Budapest           | Terra rossa | Fanny Stollár | Aliona Bolsova Tamara Korpatsch      | 6-4, 6-4  |

#### Sconfitte (4)
| Legenda               | Legenda      |
| --------------------- | ------------ |
| Grande Slam (0)       |              |
| Argenti Olimpici (0)  |              |
| WTA Finals (0)        |              |
| WTA Elite Trophy (0)  |              |
| Dal 2009 al 2020      | Dal 2021     |
| Premier Mandatory (0) | WTA 1000 (0) |
| Premier 5 (0)         | WTA 1000 (0) |
| Premier (1)           | WTA 500 (0)  |
| International (2)     | WTA 250 (1)  |

| N. | Data           | Torneo                               | Superficie  | Compagna           | Avversarie in finale           | Punteggio   |
| 1. | 4 maggio 2018  | Prague Open, Praga                   | Terra rossa | Lidzija Marozava   | Nicole Melichar Květa Peschke  | 4-6, 2-6    |
| 2. | 17 giugno 2018 | Nottingham Open, Nottingham          | Erba        | Heather Watson     | Alicja Rosolska Abigail Spears | 3-6, 6(5)-7 |
| 3. | 30 giugno 2018 | Eastbourne International, Eastbourne | Erba        | Irina-Camelia Begu | Gabriela Dabrowski Xu Yifan    | 3-6, 5-7    |
| 4. | 10 aprile 2021 | Copa Colsanitas, Bogotà              | Terra rossa | Anna-Lena Friedsam | Elixane Lechemia Ingrid Neel   | 3-6, 4-6    |

## Circuito WTA 125

### Doppio

#### Sconfitte (1)
| N. | Data          | Torneo               | Superficie  | Compagna         | Avversarie in finale        | Punteggio |
| 1. | 8 luglio 2022 | Swedish Open, Båstad | Terra rossa | Irina Chromačëva | Misaki Doi Rebecca Peterson | w/o       |

## Statistiche ITF

### Singolare

#### Vittorie (23)
| Torneo $100.000 (1) |
| Torneo $80.000 (2)  |
| Torneo $75.000 (0)  |
| Torneo $60.000 (4)  |
| Torneo $50.000 (0)  |
| Torneo $25.000 (7)  |
| Torneo $15.000 (0)  |
| Torneo $10.000 (9)  |

| N.  | Data              | Torneo                                              | Superficie    | Avversaria in finale  | Punteggio        |
| 1.  | 13 giugno 2004    | GDF Suez Trofeul Ilie Nastase, Pitești              | Terra rossa   | Liana-Gabriela Balaci | 6-3, 7-6(4)      |
| 2.  | 20 giugno 2004    | Manurom Nastase Trophy, Brașov                      | Terra rossa   | Andrea Benitez        | 6-3, 7-5         |
| 3.  | 27 maggio 2006    | Open Isla Bonita, La Palma                          | Cemento       | Nadja Pavic           | 6-3, 6(4)-7, 6-3 |
| 4.  | 8 giugno 2008     | GDF Suez Trofeul Ilie Nastase, Pitești              | Terra rossa   | Palma Kiraly          | 6-0, 6-3         |
| 5.  | 22 giugno 2008    | Trofeul Distrigaz Sud, Bucarest                     | Terra rossa   | Federica di Sarra     | 6-2, 6-2         |
| 6.  | 15 agosto 2010    | Trofeul Municipiului Onesti, Onești                 | Terra rossa   | Ionela-Andreea Iova   | 6-0, 6-1         |
| 7.  | 5 settembre 2010  | ITF Women's Instirig Cup, Balș                      | Terra rossa   | Alexandra Cadanțu     | 6-3, 6-2         |
| 8.  | 21 maggio 2011    | Kültürpark Cup, Smirne                              | Cemento       | Naomi Broady          | 7-5, 6-4         |
| 9.  | 10 luglio 2011    | Trofeul Popeci, Craiova                             | Terra rossa   | Annalisa Bona         | 6-2, 3-6, 6-4    |
| 10. | 17 luglio 2011    | Zwevegem Ladies Open, Zwevegem                      | Terra rossa   | Bibiane Schoofs       | 3-6, 6-2, 6-4    |
| 11. | 14 settembre 2014 | ITF Women's Circuit Bucharest, Bucarest             | Terra rossa   | Simona Ionescu        | 6-3, 2-6, 6-1    |
| 12. | 5 aprile 2015     | ITF Women's Circuit Port El Kantaoui, El Kantaoui   | Cemento       | Lou Brouleau          | 6-0, 6-1         |
| 13. | 12 aprile 2015    | ITF Women's Circuit Port El Kantaoui, El Kantaoui   | Cemento       | Natalija Sipek        | 6-1, 6-0         |
| 14. | 16 agosto 2015    | Middelkerke Ladies Open, Middelkerke                | Cemento       | Océane Dodin          | 6-1, 6-1         |
| 15. | 13 dicembre 2015  | ITF Women's Circuit Il Cairo, Il Cairo              | Terra rossa   | Valentyna Ivakhnenko  | 6-0, 6-3         |
| 16. | 18 giugno 2017    | XIXO Ladies Open Hodmezovasarhely, Hódmezővásárhely | Terra rossa   | Danka Kovinić         | 6-2, 6-1         |
| 17. | 24 giugno 2017    | Teb Kulturpark Cup, Smirne                          | Cemento       | Eri Hozumi            | 6-1, 6-0         |
| 18. | 9 luglio 2017     | ITF Women's Circuit Getxo, Getxo                    | Terra rossa   | Renata Zarazúa        | 6-2, 6-2         |
| 19. | 16 luglio 2017    | Reinert Open, Versmold                              | Terra rossa   | Barbara Haas          | 6-0, 6-2         |
| 20. | 17 settembre 2017 | Engle Open de Biarritz, Biarritz                    | Terra rossa   | Patty Schnyder        | 6-4, 6-3         |
| 21. | 29 ottobre 2017   | Internationaux Féminins de la Vienne, Poitiers      | Cemento (i)   | Alison Van Uytvanck   | 6-4, 6-2         |
| 22. | 19 novembre 2017  | Dunlop World Challenge, Toyota                      | Sintetico (i) | Tamara Zidanšek       | 6-0, 6-1         |
| 23. | 3 ottobre 2021    | ITF Féminin Le Neubourg, Le Neubourg                | Cemento       | Anna Bondár           | 6-1, 6-3         |

#### Sconfitte (8)
| Torneo $100.000 (1) |
| Torneo $80.000 (1)  |
| Torneo $75.000 (0)  |
| Torneo $60.000 (0)  |
| Torneo $50.000 (0)  |
| Torneo $25.000 (2)  |
| Torneo $15.000 (0)  |
| Torneo $10.000 (4)  |

| N. | Data              | Torneo                                    | Superficie    | Avversaria in finale  | Punteggio     |
| 1. | 12 maggio 2007    | ITF Women's Circuit Rabat, Rabat          | Terra rossa   | Yuliya Kalabina       | 1-6, 1-6      |
| 2. | 28 marzo 2010     | GD Tennis Cup 4, Adalia                   | Terra rossa   | Valentyna Ivakhnenko  | 3-6, 0-6      |
| 3. | 22 agosto 2010    | ITF Women's Circuit Bucharest 3, Bucarest | Terra rossa   | Ingrid-Alexandra Radu | 5-7, 6-1, 3-6 |
| 4. | 11 dicembre 2010  | Al Habtoor Future Challenge, Dubai        | Cemento       | Marta Sirotkina       | 0-6, 0-6      |
| 5. | 22 novembre 2015  | Hart Open, Zawada                         | Sintetico (i) | Ivana Jorović         | 2-6, 2-6      |
| 6. | 5 agosto 2017     | AEGON Pro Series Foxhills, Woking         | Cemento       | Jasmine Paolini       | 4-6, 6-1, 4-6 |
| 7. | 12 novembre 2017  | Ando Securities Open, Tokyo               | Cemento       | Zhang Shuai           | 4-6, 0-6      |
| 8. | 26 settembre 2021 | Open Ciudad de Valencia, Valencia         | Terra rossa   | Arantxa Rus           | 4-6, 6(3)-7   |

### Doppio

#### Vittorie (34)
| Torneo $100.000 (1) |
| Torneo $80.000 (1)  |
| Torneo $75.000 (0)  |
| Torneo $60.000 (0)  |
| Torneo $50.000 (5)  |
| Torneo $25.000 (11) |
| Torneo $15.000 (0)  |
| Torneo $10.000 (16) |

| N.  | Data              | Torneo                                               | Superficie      | Compagna                 | Avversarie in finale                            | Punteggio           |
| 1.  | 05 giugno 2004    | Nastase Trophy, Costanza                             | Terra rossa     | Gabriela Niculescu       | Bianca-Ioana Bonifatè Diana-Andreea Gae         | 6-4, 6-3            |
| 2.  | 12 giugno 2004    | GDF Suez Trofeul Ilie Nastase, Pitești               | Terra rossa     | Gabriela Niculescu       | Andrea Benitez Estefania Craciun                | 6-4, 6-4            |
| 3.  | 20 aprile 2007    | Gariful Hvar Open, Lesina                            | Terra rossa     | Magdalena Kiszczynksa    | Emilie Bacquet Karolina Jovanovic               | 6-4, 6-2            |
| 4.  | 12 maggio 2007    | ITF Women's Circuit Rabat, Rabat                     | Terra rossa     | Melanie Klaffner         | Silvia Disderi Samia Medjahdi                   | 6-1, 6-4            |
| 5.  | 13 settembre 2007 | Allianz Cup, Sofia                                   | Terra rossa     | Magdalena Kiszczynksa    | Joana Cortez Teliana Pereira                    | 6-4, 6(2)-7, [10-4] |
| 6.  | 30 settembre 2007 | Batumi Open, Batumi                                  | Cemento         | Vojislava Lukić          | Vasilisa Davydova Marina Shamayko               | 6-2, 6-4            |
| 7.  | 08 giugno 2008    | GDF Suez Trofeul Ilie Nastase, Pitești               | Terra rossa     | Laura-Ioana Paar         | Simona-Iulia Matei Valentina Sulpizio           | 7-5, 3-6, [10-2]    |
| 8.  | 22 giugno 2008    | Trofeul Distrigaz Sud, Bucarest                      | Terra rossa     | Laura-Ioana Paar         | Benedetta Davato Valentina Sulpizio             | 6-4, 4-6, [10-6]    |
| 9.  | 26 luglio 2008    | Kharkiv Ladies Cup, Charkiv                          | Terra rossa     | Oksana Kalashnikova      | Kristina Antoniychuk Lesia Tsurenko             | 6-1, 6-4            |
| 10. | 12 giugno 2009    | GDF Suez Trofeul Ilie Nastase, Bucarest              | Terra rossa     | Elora Dabija             | Laura-Ioana Paar Ioana Gaspar                   | 1-6, 7-5, [10-5]    |
| 11. | 11 ottobre 2009   | GD Tennis Academy Cup, Adalia-Belek                  | Terra rossa     | Katerina Vankova         | Magali De Lattre Fatima El Allami               | 6-1, 6-1            |
| 12. | 15 novembre 2009  | Open du Havre, Le Havre                              | Terra rossa (i) | Marina Melnikova         | Amandine Hesse Alizé Lim                        | 6-2, 7-6(4)         |
| 13. | 22 novembre 2009  | ITF Women's Circuit Cairo, Il Cairo                  | Terra rossa     | Laura Thorpe             | Fatma Al Nabhani Galina Fokina                  | 6-4, 6-0            |
| 14. | 4 aprile 2010     | GD Tennis Cup 5, Adalia                              | Terra rossa     | Dalia Zafirova           | Veronika Chvojkova Martina Kubicikova           | 7-6(1), 7-5         |
| 15. | 2 maggio 2010     | Torneo Club Tennis Vic, Vic                          | Terra rossa     | Cristina-Madalina Stancu | Olga Brozda Barbara Subaszkiewicz               | 7-5, 3-6, [10-7]    |
| 16. | 15 agosto 2010    | Trofeul Municipiului Onesti, Onești                  | Terra rossa     | Laura-Ioana Paar         | Camelia-Elena Hristea Biljana Pawlowa-Dimitrova | 7-6(7), 6-2         |
| 17. | 22 agosto 2010    | ITF Women's Circuit Bucharest 3, Bucarest            | Terra rossa     | Laura-Ioana Paar         | Diana Enache Camelia-Elena Hristea              | 6-1, 6-3            |
| 18. | 19 settembre 2010 | Royal Cup, Podgorica                                 | Terra rossa     | Irina-Camelia Begu       | Valeria Solovieva Maryna Zanevs'ka              | 5-7, 7-5, [12-10]   |
| 19. | 8 maggio 2011     | Wiesbaden Tennis Open, Wiesbaden                     | Terra rossa     | Karolina Wlodarczak      | Dejana Raickovic Ghislaine Van Baal             | 6(4)-7, 6-3, [10-6] |
| 20. | 4 giugno 2011     | Città di Firenze, Firenze                            | Terra rossa     | Zuzana Zlochová          | Nicole Clerico Valentina Sulpizio               | 6-3, 6-4            |
| 21. | 24 luglio 2011    | Yesilyurt Tennis Cup, Samsun                         | Cemento         | Tadeja Majerič           | Çağla Büyükakçay Pemra Özgen                    | 6-1, 6-4            |
| 22. | 10 settembre 2011 | Saransk Cup, Saransk                                 | Terra rossa     | Teodora Mircic           | Eva Hrdinová Veronika Kapshay                   | 6-3, 6-1            |
| 23. | 2 ottobre 2011    | Telavi Open, Telavi                                  | Terra rossa     | Elena Bogdan             | Ekaterine Gorgodze Anastasia Grymalska          | 1-6, 6-1, [10-3]    |
| 24. | 15 luglio 2012    | Zwevegem Ladies Open, Zwevegem                       | Terra rossa     | Nicola Geuer             | Kim Kilsdonk Nicolette Van Uitert               | 7-6(5), 1-6, [10-4] |
| 25. | 14 settembre 2012 | Open Krys de Mont-de-Marsan, Mont-de-Marsan          | Terra rossa     | Timea Bacsinzky          | Aleksandrina Najdenova Teliana Pereira          | 6-4, 6-1            |
| 26. | 12 aprile 2015    | ITF Women's Circuit Port El Kantaoui, El Kantaoui    | Cemento         | Olena Kyrpot             | Jenny Claffey Kathinka Von Deichmann            | 6-4, 6-2            |
| 27. | 26 aprile 2015    | Forte Village International Tournament, Pula         | Terra rossa     | Irina-Maria Bara         | Corinna Dentoni Claudia Giovine                 | 6-4, 6-2            |
| 28. | 25 ottobre 2015   | Challenger Banque National de Saguenay, Saguenay     | Cemento (i)     | Justyna Jegiołka         | Sharon Fichman Maria Sanchez                    | 7-6(6), 4-6, [10-7] |
| 29. | 22 novembre 2015  | Hart Open, Zawada                                    | Sintetico (i)   | Justyna Jegiołka         | Kim-Alice Grajdek Katerina Yashina              | 6-2, 6-3            |
| 30. | 23 ottobre 2016   | Challenger Banque National de Saguenay, Saguenay (2) | Cemento (i)     | Elena Bogdan             | Bianca Andreescu Charlotte Robillard-Millette   | 6-4, 6(4)-7, [10-6] |
| 31. | 30 ottobre 2016   | Abierto Tampico, Tampico                             | Cemento         | Elise Mertens            | Usue Maitane Arconada Kate Swan                 | 6-0, 6-2            |
| 32. | 12 maggio 2017    | Dunakeszi Ladies Open, Dunakeszi                     | Terra rossa     | Irina-Maria Bara         | Daiana Negreanu Oana Georgeta Simion            | 1-6, 6-1, [10-3]    |
| 33. | 17 settembre 2017 | Engle Open de Biarritz, Biarritz                     | Terra rossa     | Irina-Maria Bara         | Cristina Bucșa Isabelle Wallace                 | 6-3, 6-1            |
| 34. | 16 dicembre 2017  | Al Habtoor Tennis Challenge, Dubai                   | Cemento         | Alena Fomina             | Lesley Kerkhove Lidzija Marozava                | 6-4, 6-3            |

#### Sconfitte (22)
| Torneo $100.000 (1) |
| Torneo $80.000 (1)  |
| Torneo $75.000 (0)  |
| Torneo $60.000 (1)  |
| Torneo $50.000 (3)  |
| Torneo $25.000 (11) |
| Torneo $15.000 (0)  |
| Torneo $10.000 (5)  |

| N.  | Data              | Torneo                                                            | Superficie  | Compagna             | Avversarie in finale                      | Punteggio           |
| 1.  | 09 aprile 2005    | ITF Women's Circuit Mumbai, Mumbai                                | Cemento     | Saana Bhambri        | Chan Chin-Wei Julia Vorobieva             | 2-6, 1-6            |
| 2.  | 8 luglio 2006     | Swedbank Ladies, Båstad                                           | Terra rossa | Magda Mihalache      | Erica Krauth Aurélie Védy                 | 6-2, 4-6, 4-6       |
| 3.  | 26 agosto 2006    | Multisport Cup, Mosca                                             | Terra rossa | Eugeniya Rodina      | Maria Kondratieva Ekaterina Makarova      | 6-4, 4-6, 1-6       |
| 4.  | 13 aprile 2007    | ITF Women's Circuit Split, Spalato                                | Terra rossa | Antonia-Xelia Tout   | Olga Brozda Natalia Kolat                 | 2-6, 1-6            |
| 5.  | 29 aprile 2007    | Bluesun Bol Ladies Open, Brazza                                   | Terra rossa | Nadja Roma           | Iveta Gerlova Lucie Kriegsmannova         | 3-6, 5-7            |
| 6.  | 5 agosto 2007     | Gaz de France Stars, Bucarest                                     | Terra rossa | Monica Niculescu     | Sorana Cîrstea Agnes Szatmari             | W/O                 |
| 7.  | 19 agosto 2007    | Sara Cup, Penza                                                   | Terra rossa | Veronika Kapshay     | Sophie Lefevre Agnes Szatmari             | 1-6, 2-6            |
| 8.  | 6 luglio 2008     | Bella Cup, Toruń                                                  | Terra rossa | Anastasia Pivovarova | Olga Brozda Magdalena Kiszczynska         | 6-4, 4-6, [2-10]    |
| 9.  | 28 marzo 2010     | GD Tennis Cup 4, Adalia                                           | Terra rossa | Alenka Hubacek       | Yuliya Beygelzimer Anna Gerasimou         | W/O                 |
| 10. | 16 ottobre 2010   | Sport & Court Kharkiv Ladies Cupm Sapronov Tennis Series, Charkiv | Terra rossa | Marina Shamayko      | Ganna Piven Anastasiya Vasylyeva          | 4-6, 4-6            |
| 11. | 21 maggio 2011    | Kültürpark Cup, Smirne                                            | Cemento     | Tereza Mrdeža        | Naomi Broady Lisa Whybourn                | 6-3, 6(4)-7, [7-10] |
| 12. | 10 luglio 2011    | Trofeul Popeci, Craiova                                           | Terra rossa | Elena Bogdan         | Diana Enache Danielle Harmsen             | 6-4, 6(5)-7, [6-10] |
| 13. | 17 settembre 2011 | Zagreb Ladies Open, Zagabria                                      | Terra rossa | Maria Abramovic      | Maria João Koehler Katalin Marosi         | 0-6, 3-6            |
| 14. | 19 febbraio 2012  | City of Surprise Women's Open, Surprise                           | Cemento     | Valeria Solovieva    | Maria Sanchez Yasmin Schnack              | 4-6, 3-6            |
| 15. | 5 aprile 2015     | ITF Women's Circuit Port El Kantaoui, El Kantaoui                 | Cemento     | Olena Kyrpot         | Ines Murta Melanie Stokke                 | 1-6, 5-7            |
| 16. | 4 settembre 2016  | Mamaia Idu Trophy, Mamaia                                         | Terra rossa | Irina Maria Bara     | Vivien Juhaszova Katerina Kramperova      | 6(3)-7, 6-2, [7-10] |
| 17. | 17 settembre 2016 | Bucha Ladies Open, Bucha                                          | Terra rossa | Alexandra Perper     | Valentyna Ivakhnenko Anastasiya Komardina | 3-6, 1-6            |
| 18. | 13 novembre 2016  | Waco Showdown, Waco                                               | Cemento     | Renata Zarazúa       | Michaëlla Krajicek Taylor Townsend        | w/o                 |
| 19. | 30 luglio 2017    | Advantage Cars Prague Open, Praga                                 | Terra rossa | Alena Fomina         | Anastasia Potapova Dayana Yastremska      | 2-6, 2-6            |
| 20. | 05 agosto 2017    | AEGON Pro Series Foxhills, Woking                                 | Cemento     | Justyna Jegiołka     | Laura-Ioana Paar Petra Krejsova           | 6-4, 2-6, [9-11]    |
| 21. | 24 settembre 2017 | L'Open Emeraude Solaire De Saint-Malo, Saint-Malo                 | Terra rossa | Irina Maria Bara     | Diāna Marcinkēviča Daniela Seguel         | 3-6, 3-6            |
| 22. | 29 ottobre 2017   | Internationaux Féminins de la Vienne, Poitiers                    | Cemento (i) | Nicola Geuer         | Belinda Bencic Yanina Wickmayer           | 6(7)-7, 3-6         |

## Grand Slam Junior

### Doppio

#### Vittorie (1)
| Tornei del Grande Slam  |
| ----------------------- |
| Australian Open (0)     |
| Open di Francia (0)     |
| Torneo di Wimbledon (0) |
| US Open (1)             |

| N. | Data             | Torneo            | Superficie | Compagna           | Avversarie in finale                    | Punteggio |
| 1. | 9 settembre 2006 | US Open, New York | Cemento    | Ioana Raluca Olaru | Sharon Fichman Anastasija Pavljučenkova | 7-5, 6-2  |

## Risultati in progressione
| Sigla | Risultato               |
| ----- | ----------------------- |
| V     | Vincitore               |
| F     | Finalista               |
| SF    | Semifinalista           |
| O     | Oro olimpico            |
| A     | Argento olimpico        |
| SF    | Bronzo olimpico         |
| QF    | Quarti di Finale        |
| 4T    | Quarto turno            |
| 3T    | Terzo turno             |
| 2T    | Secondo turno           |
| 1T    | Primo turno             |
| RR    | Round Robin             |
| LQ    | Turno di qualificazione |
| A     | Assente                 |
| ND    | Non disputato           |

| Legenda superfici    |
| -------------------- |
| Cemento              |
| Terra battuta        |
| Erba                 |
| Superficie variabile |

### Singolare
| Tornei del Grande Slam |      |      |      |        |     |
| Torneo                 | 2017 | 2018 | 2019 | Titoli | V–S |
| Australian Open        | A    | 1T   | 1T   | 0 / 2  | 0–2 |
| French Open            | A    | 4T   |      | 0 / 1  | 3–1 |
| Wimbledon              | A    | 3T   |      | 0 / 1  | 2–1 |
| US Open                | 1T   | A    |      | 0 / 1  | 0–1 |
| Vittorie/Sconfitte     | 0–1  | 5–3  | 0–1  | 0 / 5  | 5-5 |

### Doppio
| Tornei del Grande Slam |      |      |        |     |
| Torneo                 | 2018 | 2019 | Titoli | V–S |
| Australian Open        | 1T   | 2T   | 0 / 2  | 1–2 |
| French Open            | QF   |      | 0 / 1  | 3–1 |
| Wimbledon              | QF   |      | 0 / 1  | 3–1 |
| US Open                | A    |      | 0 / 0  | 0–0 |
| Vittorie/Sconfitte     | 6–3  | 1–1  | 0 / 4  | 7-4 |

### Doppio misto
| Tornei del Grande Slam |      |      |        |     |
| Torneo                 | 2018 | 2019 | Titoli | V–S |
| Australian Open        | A    | 1T   | 0 / 1  | 0–1 |
| French Open            | 1T   |      | 0 / 1  | 0–1 |
| Wimbledon              | 2T   |      | 0 / 1  | 1–1 |
| US Open                | A    |      | 0 / 0  | 0–0 |
| Vittorie/Sconfitte     | 1–2  | 0–1  | 0 / 3  | 1–3 |

## Vittorie contro le top-10 per stagione
| Stagione | 2018 | Totale |
| -------- | ---- | ------ |
| Vittorie | 3    | 3      |

| #    | Giocatrice          | Ranking | Evento                         | Superficie  | Turno | Punteggio | Rank. MBR |
| ---- | ------------------- | ------- | ------------------------------ | ----------- | ----- | --------- | --------- |
| 2018 |                     |         |                                |             |       |           |           |
| 1.   | Jeļena Ostapenko    | 6       | Qatar Ladies Open, Doha        | Cemento     | 2T    | 6-1, 6-3  | 43        |
| 2.   | Elina Svitolina (1) | 4       | Open di Francia, Parigi        | Terra rossa | 3T    | 6-3, 7-5  | 33        |
| 3.   | Elina Svitolina (2) | 5       | Birmingham Classic, Birmingham | Erba        | QF    | 6-3, 6-2  | 30        |